# Operatie Sledgehammer
Operatie Sledgehammer was een plan van de geallieerden in de Tweede Wereldoorlog. Het is nooit gerealiseerd.

## Geschiedenis
Op een bijeenkomst van de Joint Chiefs of Staff van het ministerie van Defensie in de Verenigde Staten op 14 april 1942, werd besloten dat een landing in Frankrijk in de zomer van 1942 alleen zou worden ondernomen als een wanhopige daad noodzakelijk was om een eventuele val van de Sovjet-Unie te voorkomen. Dit plan werd 'operatie Sledgehammer' genoemd.
De Sovjetminister Molotov, die voortdurend aandrong op een tweede front naast dat van de Russen, kreeg eind mei 1942 van de Amerikanen te horen dat nog in hetzelfde jaar een tweede front gevormd zou worden. De Amerikaanse voorbereidingen: het verschepen van troepen, wapens en voorraden naar Engeland, waren inmiddels in volle gang. Dit werd operatie Bolero genoemd.
De Britse militaire strategen dachten echter dat een landing op het vasteland in Europa zou uitlopen op een grote ramp. De strategen waren van mening dat een landing in Noord-Afrika wel mogelijk was. Generaal Eisenhower, die al in Groot-Brittannië  was gearriveerd om het commando van de Amerikaanse troepen in Europa op zich te nemen, was na gesprekken met de Britse strategen van mening dat een landing op het vasteland van Europa niet mogelijk was.
Op 1 juli 1942 werd besloten operatie Sledgehammer definitief niet door te laten gaan. De geallieerden kozen voor een invasie in Noord-Afrika, genaamd operatie Toorts om op die manier de Duitse troepen te binden. De spanning die was ontstaan na de afzegging van de landing op het vasteland in Europa kwam de relatie met Stalin niet ten goede. Vanwege operatie Toorts was Stalin toch tevreden omdat hij de strategische waarde van dit plan wel inzag.